# インターネットにおける言語の使用
インターネットにおける言語の使用（インターネットにおけるげんごのしよう）
インターネット上で最も多く利用されている言語は英語である。全世界で英語を母語とする話者は3億8000万人、第二言語とする話者は10億7700万人である。
中国語は母語話者が9億3900万人の世界で最も多く話されている言語であり、インターネット上では 2番目に多く使用されている（ネットの使用人口であってウェブサイト数ではない）。ただし中国本土では金盾により国外のインターネットアクセスに制限があり、規制対象外の地域も含め中国本土のウェブサイト利用が大半を占める。
中国のオンライン人口は急速に増えている一方、世界で最も人口が多いインドの公用語であるヒンディー語は、インターネット上では利用者が少ない。ただし、2023年9月現在のYoutubeにおけるチャンネル登録者数において、上位25チャンネルのうち11チャンネルがヒンディー語を媒体としたチャンネルである。
またW3Techsによると、英語の次によく使われる言語上位10位（ウェブサイト数基準で）にスペイン語、ドイツ語、ロシア語、フランス語、日本語、ポルトガル語、トルコ語、イタリア語、ペルシア語、オランダ語（以上、順位順）が含まれるという。

## ウェブサイト数によるランキング
W3Techsによる2024年1月21日の調査では、次のようになっている。
| 順位 | 言語                          | 属する 言語グループ    | 全ウェブサイトに 対する割合 |
| ---- | ----------------------------- | ---------------------- | --------------------------- |
| 1    | 英語                          | ゲルマン語派           | 51.7%                       |
| 2    | スペイン語                    | ロマンス諸語           | 5.6%                        |
| 3    | ドイツ語                      | ゲルマン語派           | 4.8%                        |
| 4    | ロシア語                      | スラヴ語派             | 4.5%                        |
| 5    | フランス語                    | ロマンス諸語           | 4.3%                        |
| 6    | 日本語                        | 日琉語族               | 4.4%                        |
| 7    | ポルトガル語                  | ロマンス諸語           | 3.2%                        |
| 8    | トルコ語                      | チュルク語族           | 2.0%                        |
| 9    | イタリア語                    | ロマンス諸語           | 2.4%                        |
| 10   | ペルシア語                    | インド・イラン語派     | 1.5%                        |
| 11   | オランダ語                    | ゲルマン語派           | 1.8%                        |
| 12   | ポーランド語                  | スラヴ語派             | 1.6%                        |
| 13   | 中国語                        | シナ語派               | 1.3%                        |
| 14   | ベトナム語                    | オーストロアジア語族   | 1.2%                        |
| 15   | インドネシア語                | マレー・ポリネシア語派 | 1.1%                        |
| 16   | チェコ語                      | スラヴ語派             | 0.9%                        |
| 17   | 朝鮮語                        | 朝鮮語族               | 0.8%                        |
| 18   | アラビア語                    | セム語派               | 0.6%                        |
| 19   | ウクライナ語                  | スラヴ語派             | 0.6%                        |
| 20   | ギリシャ語                    | ヘレニック語派         | 0.5%                        |
| 21   | ヘブライ語                    | セム語派               | 0.5%                        |
| 22   | スウェーデン語                | ゲルマン語派           | 0.5%                        |
| 23   | ルーマニア語                  | ロマンス諸語           | 0.5%                        |
| 24   | ハンガリー語                  | ウラル語族             | 0.5%                        |
| 25   | タイ語                        | タイ・カダイ語族       | 0.4%                        |
| 26   | デンマーク語                  | ゲルマン語派           | 0.4%                        |
| 27   | スロバキア語                  | スラヴ語派             | 0.3%                        |
| 28   | フィンランド語                | ウラル語族             | 0.3%                        |
| 29   | ブルガリア語                  | スラヴ語派             | 0.2%                        |
| 30   | セルビア語                    | スラヴ語派             | 0.2%                        |
| 31   | ノルウェー語 （ブークモール） | ゲルマン語派           | 0.2%                        |
| 32   | クロアチア語                  | スラヴ語派             | 0.2%                        |
| 33   | リトアニア語                  | バルト語派             | 0.2%                        |
| 34   | スロベニア語                  | スラヴ語派             | 0.1%                        |
| 35   | カタロニア語                  | ロマンス諸語           | 0.1%                        |
| 36   | ノルウェー語 （ニーノシュク） | ゲルマン語派           | 0.1%                        |
| 37   | エストニア語                  | ウラル語族             | 0.1%                        |
| 38   | ラトビア語                    | バルト語派             | 0.1%                        |
| 39   | ヒンディー語                  | インド・イラン語派     | 0.1%                        |
| 40   | アゼルバイジャン語            | チュルク語族           | 0.1%                        |

※表に乗せられなかったランク外の言語はいずれも0.1%未満である。また、多言語で作成されたサイトなどの存在によって、全ての言語を合わせても合計が厳密に100%になるとは限らない。
上記の結果を、言語グループごとにまとめると次のようになる。
| 順位 | 言語グループ           | 全ウェブサイトに 対する割合 |
| ---- | ---------------------- | --------------------------- |
| 1    | ゲルマン語派           | 59.5%                       |
| 2    | ロマンス諸語           | 16.1%                       |
| 3    | スラヴ語派             | 8.6%                        |
| 4    | 日琉語族               | 4.4%                        |
| 5    | チュルク語族           | 2.1%                        |
| 6    | インド・イラン語派     | 1.6%                        |
| 7    | シナ語派               | 1.3%                        |
| 8    | オーストロアジア語族   | 1.2%                        |
| 9    | セム語派               | 1.1%                        |
| 10   | マレー・ポリネシア語派 | 1.1%                        |
| 11   | ウラル語族             | 0.9%                        |
| 12   | 朝鮮語族               | 0.8%                        |
| 13   | ヘレニック語派         | 0.5%                        |
| 14   | タイ・カダイ語族       | 0.4%                        |
| 15   | バルト語派             | 0.3%                        |

英語を含むゲルマン語派が全ウェブサイトの3分の2近くを占めている。2位のスラヴ語派（ロシア語など）も人口比の割に高い割合を占めている。6位の日琉語族は、ほぼ日本一国でのみ使われる日本語一言語だけでそれなりの割合を占めている。反対にロマンス諸語（フランス語、スペイン語など）・インドの諸言語・中国語（シナ語派）・セム語派（アラビア語など）は、話者数の割には低い比率になっている。

## ネット利用人口によるランキング
Internet World Statsによる2020年3月の調査では、次のようになっている。
| 順位                 | 言語                      | 属する言語 グループ     | ネット利用人口 | 話者人口      | 全ネット人口に 対する割合 | 言語のインター ネット普及率 | 2000年～ 2020年 の成長率 |
| -------------------- | ------------------------- | ----------------------- | -------------- | ------------- | ------------------------- | --------------------------- | ------------------------ |
| 1                    | 英語                      | ゲルマン語派            | 1,186,451,052  | 1,531,179,460 | 25.9%                     | 77.5%                       | 742.9%                   |
| 2                    | 中国語                    | シナ語派                | 888,453,068    | 1,477,137,209 | 19.4%                     | 60.1%                       | 2650.4%                  |
| 3                    | スペイン語                | ロマンス諸語            | 363,684,593    | 516,655,099   | 7.9%                      | 70.4%                       | 1511.0%                  |
| 4                    | アラビア語                | セム語派                | 237,418,349    | 447,572,891   | 5.2%                      | 53.0%                       | 9348.0%                  |
| 5                    | インドネシア語 ・マレー語 | マレー・ ポリネシア語派 | 198,029,815    | 306,327,093   | 4.3%                      | 59.0%                       | 3356.0%                  |
| 6                    | ポルトガル語              | ロマンス諸語            | 171,750,818    | 290,939,425   | 3.7%                      | 64.6%                       | 2167.0%                  |
| 7                    | フランス語                | ロマンス諸語            | 151,733,611    | 431,503,032   | 3.3%                      | 35.2%                       | 1164.6%                  |
| 8                    | 日本語                    | 日琉語族                | 118,626,672    | 126,476,461   | 2.6%                      | 93.8%                       | 152.0%                   |
| 9                    | ロシア語                  | スラヴ語派              | 116,353,942    | 145,934,462   | 2.5%                      | 79.7%                       | 3653.4%                  |
| 10                   | ドイツ語                  | ゲルマン語派            | 92,525,427     | 133,654,451   | 2.0%                      | 93.8%                       | 236.2%                   |
| 上位10位の言語の合計 | 上位10位の言語の合計      | 上位10位の言語の合計    | 3,525,027,347  | 5,273,725,132 | 76.9%                     | 66.8%                       | 1188.2%                  |
| その他の言語すべて   | その他の言語すべて        | その他の言語すべて      | 1,060,551,371  | 2,522,890,578 | 23.1%                     | 42.0%                       | 1114.1%                  |
| 全世界の総合計       | 全世界の総合計            | 全世界の総合計          | 4,585,578,718  | 7,796,615,710 | 100.0%                    | 58.8%                       | 1170.3%                  |